# NGC 6204
NGC 6204 (również OCL 982 lub ESO 277-SC10) – gromada otwarta znajdująca się w gwiazdozbiorze Ołtarza. Odkrył ją James Dunlop 13 maja 1826 roku. Jest położona w odległości ok. 3,9 tys. lat świetlnych od Słońca.